# Nieuwe Krim
Nieuwe Krim est un hameau situé dans la commune néerlandaise de Coevorden, dans la province de Drenthe. En 2004, la localité comptait 170 habitants.